# Haberrante
Haberrante è il primo album di Alessandro Haber, pubblicato del 1995 per l'etichetta Hobo. Contiene la versione originale della celebre La valigia dell'attore scritta per lui da Francesco De Gregori.

## Tracce
1. La valigia dell'attore (Francesco De Gregori)
2. Che fine farò (testo: Stefano Cazzato, Mimmo Locasciulli – musica: Stefano Cazzato)
3. Ragazzi ansiosi (Fabrizio Bentivoglio)
4. ...E di nuovo cambio casa (Ivano Fossati)
5. L'amore che se ne va (testo: Rocco Papaleo, Paola Tiziana Cruciani – musica: Rocco Papaleo)
6. Sospirandoci scrivendoci (Paolo Virzì)
7. Un giorno qualunque (Mimmo Locasciulli)
8. Carolina (Goran Kuzminac)
9. Strega (Mario Castelnuovo)
10. Le case (testo: Enrico Ruggeri – musica: Luigi Schiavone)
11. Fa' che non ti manchi la voce (Giovanni Ullu, Saro Cosentino)

## Formazione
- Alessandro Haber - voce
- Goran Kuzminac - chitarra acustica
- Carlo Martinelli - percussioni
- Salvatore Russo - chitarra elettrica
- Guido Locasciulli - pianoforte
- Massimo Fumanti - chitarra, mandolino
- Stefano Delacroix - chitarra acustica
- Mimmo Locasciulli - armonica a bocca, pianoforte, organo Hammond, fisarmonica, tastiera
- Lou Cash - chitarra elettrica
- Mario Scotti - basso
- Massimo Buzzi - batteria
- Greg Cohen - contrabbasso
- Annamaria Sorgi - viola
- Stefano Tavernese - violino
- Corrado Stocchi - violino
- Francesca Gravina - violino
- Fabrizio Fabiano - violoncello
- Mike Applebaum - flicorno
- Fabrizio Mandolini - sax alto
- Eleonora Chiari, Mauro Chiari - cori